# 天主教奧布阿西教區
天主教奧布阿西教區（拉丁語：Dioecesis Obuasiensis）是加納一個羅馬天主教教區，屬庫馬西總教區。
教區成立於1995年3月3日，包括阿散蒂地區南部七區，2004年有教友93,687人（佔轄區總人口10.0%）、廿一個堂區、四十二名司鐸。現任教區主教為若望·耀·阿福阿克瓦。

## 歷任主教
- 多默·夸庫·門薩（1995年3月3日——2008年3月26日）
- 加布瑞爾·朱斯蒂斯·耀·阿諾基（2008年3月26日——2012年5月15日）
  - 教座出缺
- 若望·耀·阿福阿克瓦（2014年11月22日——）